# Mário Lira
Pour les articles homonymes, voir Lira.
Mário E. Lira Gonzalez, né le 14 septembre 1936, est un ancien arbitre chilien de football, qui officia de 1972 à 1986.

## Carrière
Il a officié dans des compétitions majeures : 
- Copa América 1983 (1 match)
- Copa Libertadores 1984 (finale retour)